# Рамананцуа, Габриэль
Габриэль Рамананцуа (малаг. Gabriel Ramanantsoa; 13 апреля 1906, Антананариву, Французский Мадагаскар — 9 мая 1978, Париж, Франция) — мадагаскарский политический, государственный и военный деятель. В 1972—1975 годах — президент и — по совместительству — премьер-министр Мадагаскара. Дивизионный генерал.

## Биография
Габриэль Рамананцуа родился 13 апреля 1906 года в Тананариве, в богатой и влиятельной семье, принадлежавшей к аристократии этнической группы мерина. Обучался в лицее в Тананариве, затем — в лицее в Марселе (Франция), в 1931 году окончил военную школу Сен-Сир. В 1931-32 и в 1935-40 годах служил в колониальном пехотном полку, дислоцировавшемся во Франции и в Тунисе. В 1932-35 годах был заместителем начальника Военной школы в Тананариве. В 1939 году был переброшен во Францию, где принял участие в противостоянии Странной войны и в кампании 1940 года. В 1943-46 годах вновь занимал пост заместителя начальника Военной школы на Мадагаскаре, был начальником Национальной военной школы в Фиарананцуа. В 1948—1952 годах командовал африканским батальоном во Вьетнаме во время Индокитайской войны. В 1953—1959 годах служил в Департаменте колониальных войск Министерства обороны Франции, в 1958—1960 годах в звании полковника прошёл курс обучения в Высшей школе национальной обороны Франции.
В 1960 году входил в состав малагасийской делегации на переговорах о предоставлении Францией независимости Мадагаскару. В 1960—1972 годах возглавлял Генеральный штаб вооружённых сил Малагасийской Республики, в 1961 году получил звание бригадного генерала, в 1967 году дослужился до звания дивизионного генерала (что соответствует званию генерал-майора). В мае 1972 года под давлением протестов «Малагасийского мая» он был назначен Филибером Цирананой на пост премьер-министра с широкими полномочиями, а в октябре того же года после референдума — сменил Циранану на посту президента страны. За годы правления Рамананцуа правительство Мадагаскара пересмотрело неравноправные соглашения 1960 года с Францией, приступило к ликвидации баз и выводу французских войск с Мадагаскара, а также приняло меры к ограничению деятельности иностранного капитала.
В декабре 1974 года правительство Рамананцуа, как и сам президент, было близко к свержению — в стране отсутствовала стабильность из-за социального и этнического неравенства, классового противостояния. После январского антиправительственного мятежа на Мадагаскаре в 1975 году Рамананцуа сложил с себя полномочия главы государства и правительства и отошёл от государственных дел. Покинув Мадагаскар, последние годы жизни он провёл во Франции. Умер в 1978 году в Париже, похоронен на Мадагаскаре.